# Ny Kirstineberg
Ny Kirstineberg er udstykket i 1800 fra Gammel Kirstineberg og er nu en avlsgård under Pandebjerg Gods. Gården er beliggende ca. 3 km nord for Nykøbing Falster centrum i Ønslev Sogn, Falsters Nørre Herred, Maribo Amt, Guldborgsund Kommune. Hovedbygningen er opført i 1867 ved A. H. Klein.
Pandebjerg Og Ny Kirstineberg Godser er på 816 hektar.

## Ejere af Ny Kirstineberg
- (1800-1806) Kirstine Hofgaard gift (1) Tersling (2) Colbjørnsen
- (1806-1845) Hans Christian Colbjørnsen
- (1845-1848) Peder Estrup
- (1848-1851) Jacob B. S. Estrup
- (1851-1863) Therman Ø. Hillerup
- (1863-1908) S. C. Hillerup
- (1908-1929) Adolph Valdemar Tesdorpf
- (1929-1948) Agnete Carlsdatter Brun gift Tesdorpf
- (1948-1964) Axel Valdemar Tesdorpf
- (1964-2002) Anne Dorothea Axelsdatter Tesdorpf gift Castenschiold
- (2002-2007) Anne Dorothea Axelsdatter Tesdorpf gift Castenschiold / Axel Christian Tesdorpf Castenschiold
- (2007-) Axel Christian Tesdorpf Castenschiold

## Ekstern henvisning
- Ny Kirstineberg Arkiveret 2. januar 2017 hos  Wayback Machine
- Ny Kirstineberg - fra Dansk Center for Herregårdsforskning Arkiveret 6. januar 2018 hos  Wayback Machine